# Supraviețuitorii (film din 2015)
Supraviețuitorii (în engleză Extinction) este un film de groază SF apocaliptic regizat de Miguel Ángel Vivas după un scenariu de Alberto Marini. A fost produs de studiourile Ombra Films în Budapesta și a avut premiera la 31 iulie 2015 în SUA și 14 august 2015 în Spania, fiind distribuit de Vertical Entertainment. Este o coproducție Spania, Franța și Ungaria. Coloana sonoră este compusă de Sergio Moure. Cheltuielile de producție s-au ridicat la 7.000.000 $. Filmul a avut încasări de 2,3 milioane $.

## Rezumat
Au trecut nouă ani după ce o infecție a transformat o mare parte din umanitate în creaturi sălbatice și lipsite de inteligență. Patrick, Jack și Lu, o fetiță de nouă ani, supraviețuiesc în aparentă liniște în Harmony, un colț uitat, acoperit de zăpadă perenă. Cu toate acestea, ceva teribil s-a întâmplat între Patrick și Jack și o ură profundă a rămas între ei. Când creaturile apar din nou, Patrick și Jack trebuie să-și lase ranchiuna în urmă pentru a proteja ceea ce iubesc cel mai mult.

## Distribuție
Rolurile principale au fost interpretate de actorii:

- Matthew Fox – Patrick
- Jeffrey Donovan – Jack
- Quinn McColgan – Lu
- Valeria Vereau – Emma
- Alex Hafner – Lewinsky
- Clara Lago – Anne